# Tayr Jubbah
Tayr Jubbah (tiếng Ả Rập: طير جبة) là một ngôi làng Syria nằm trong phó huyện Masyaf ở huyện Masyaf, nằm ở phía tây Hama. Theo Cục Thống kê Trung ương Syria (CBS), Tayr Jubbah có dân số 1.027 trong cuộc điều tra dân số năm 2004.